# Wesley Wyndam-Pryce
Wesley Wyndam-Pryce est un personnage de fiction créé par Joss Whedon pour les séries télévisées Angel et Buffy contre les vampires. Il est interprété par l'acteur Alexis Denisof et doublé en version française par Eric Legrand. Il est apparu dans la série Buffy seulement pendant la saison 3, et ce durant neuf épisodes (du quatorzième au dernier épisode de la saison). Il a ensuite retrouvé Cordelia et Angel dans la série Angel à partir de l'épisode 10 de la première saison jusqu'à la fin de la série, dont il était l'un des personnages principaux. Présenté à l'origine comme un Observateur pédant et incompétent, Wesley évolue au cours de la série Angel pour devenir un élément indispensable de l'équipe d'Angel, n'hésitant pas à prendre les décisions les plus difficiles.

## Biographie fictive

### Dans la saison 3 deBuffy contre les vampires
Wesley est envoyé par le Conseil des Observateurs dans la ville de Sunnydale afin de remplacer Rupert Giles car celui-ci a perdu toute la confiance du conseil dans son rôle d'Observateur et de protecteur des Tueuses actuelles, Buffy Summers et Faith Lehane, à la suite des événements de l'épisode Sans défense. Il fait sa première apparition lors de l'épisode El Eliminati, où il se révèle vite comme quelqu'un de pompeux et peu énergique. Il n'arrive pas à se faire respecter de Buffy et Faith, et Giles le ridiculise ouvertement. Une attirance mutuelle se développe rapidement entre Wesley et Cordelia mais leur flirt connait une fin soudaine après avoir partagé leur premier (et unique) baiser, qui se révèle désastreux. Wesley tente de rattraper ses multiples erreurs en offrant son assistance à Buffy pour combattre le Maire lors du dernier épisode de la saison mais ne réussit qu'à se faire assommer dès le début des combats.   

### Dans la sérieAngel

#### Saison 1
Dans l'épisode Cadeaux d'adieu, Wesley apparaît dans la série en tant que chasseur de démons féroces et avoue à Angel et Cordelia que le Conseil l'a renvoyé de ses fonctions à cause de son incompétence. Il intègre l'équipe d'Angel Investigations mais ses débuts dans l'équipe ne sont pas de tout repos. En premier lieu car il n'a pas confiance en Angel, mais surtout parce qu'il doit prouver qu'il est apte à combattre le Mal, afin d'effacer ses défaillances à Sunnydale. Il est notamment torturé par Faith dans l'épisode Cinq sur cinq mais, malgré cela, il laisse plus tard Angel lui donner une chance de rédemption alors qu'il a l'occasion de la livrer au Conseil des observateurs.

#### Saison 2
Wesley s'affirme petit à petit tout au long de la saison et se révèle d'une aide précieuse à l'équipe à plusieurs reprises, notamment grâce à ses connaissances. Il a une relation sentimentale avec Virginia Bryce, une jeune femme qu'il a aidée dans l'épisode L'Usurpateur, et est grièvement blessé par balle en protégeant Gunn dans l'épisode L'Ordre des morts-vivants. Cette blessure est aussi la cause de sa rupture avec Virginia, qui ne supporte pas les dangers qu'il court. À la fin de la saison, quand le groupe est dans la dimension de Pylea, Wesley, nommé chef d'équipe, démontre son efficacité en tant que leader.

#### Saison 3
Wesley se découvre vite des sentiments amoureux pour Fred, la jeune scientifique qu'ils ont ramenée de Pylea, mais doit s'incliner quand celle-ci lui préfère Gunn lors de l'épisode Les Coulisses de l'éternité. Plus tard, il découvre une prophétie selon laquelle Angel est destiné à tuer son fils nouveau-né, Connor et, inquiet pour l'enfant, prend la lourde décision de trahir ses amis en aidant Holtz à le kidnapper dans l'épisode Bonne nuit Connor. Il manque de se faire tuer quand Justine Cooper lui tranche la gorge avec un couteau et, dans l'épisode suivant, alors qu'il est à l'hôpital, c'est Angel, rendu fou furieux par sa trahison, qui essaie de l'étouffer. Wesley est sauvé par l'arrivée de Gunn mais doit quitter Angel Investigations. Il commence alors une relation avec Lilah Morgan, qui essaie de le convaincre de rejoindre Wolfram & Hart mais se heurte à son refus.

#### Saison 4
Dans le premier épisode de la saison, Wesley retrouve et sauve Angel, qui était enfermé dans un caisson au fond de l'océan, ce qui lui permet de regagner quelque peu la confiance de ses amis. Il réintègre Angel Investigations quand l'équipe doit combattre la Bête et se révèle comme l'homme qui prend les décisions difficiles, notamment celle d'enlever son âme à Angel car son alter ego maléfique, Angelus, est le seul à connaître le point faible de la Bête (épisode L'Éveil) et de faire sortir Faith de prison quand il s'agit de neutraliser Angelus (épisode Le Retour de Faith). Wesley est néanmoins attristé par la mort de Lilah Morgan, pour qui il avait commencé à développer de réels sentiments, et qu'il doit décapiter pour éviter qu'elle ne devienne un vampire. À la fin de la saison, il accepte avec les autres l'offre de Wolfram & Hart de les placer à la tête de leur succursale de Los Angeles, espérant utiliser cette opportunité pour changer les choses. 

#### Saison 5
Wesley, devenu le responsable du Département Magie de W&H, entre en possession d'une quantité phénoménale de livres occultes qui l'aident considérablement dans son travail. Dans l'épisode Lignée, son père, Roger Wyndam-Pryce, lui fait une visite surprise mais essaie plus tard d'enlever son âme à Angel et menace de tuer Fred. Wesley n'hésite pas à l'abattre, pour découvrir juste après que c'était en fait un cyborg. Il est néanmoins choqué par la facilité avec laquelle il a choisi de tuer celui qu'il pensait être son père pour sauver la vie de Fred, et se rend compte que son amour pour elle est plus fort que jamais. C'est finalement Fred qui se décide à franchir le pas dans l'épisode Les Marionnettes maléfiques, mais l'âme de la jeune femme est consumée par le démon Illyria dans l'épisode suivant. Fou de douleur, Wesley va jusqu'à blesser gravement Gunn, en raison du rôle involontaire qu'a joué ce dernier dans la mort de Fred, et sombre dans l'alcoolisme. Il finit par comprendre qu'Illyria est désormais tout ce qui reste de Fred et décide de l'aider à comprendre le monde des humains (épisode Coquilles). Dans le dernier épisode de la série, Wesley a pour mission d'éliminer le sorcier Cyvus Vail mais celui-ci prend le dessus et blesse mortellement Wesley d'un coup de couteau. Illyria vient le rejoindre pour son dernier souffle et se métamorphose en Fred, offrant à Wesley un dernier baiser avant qu'il ne meure.

### DansAngel: After the Fall
Néanmoins, de la même manière que pour Buffy contre les vampires, une suite de la série est disponible en comic, sous le nom de Angel: After the Fall. La ville de Los Angeles est alors tombée en Enfer. Bien qu'il soit mort, Wesley réapparaît sous la forme d'un intermédiaire avec les associés principaux. Il a apparemment, tout comme Lilah Morgan, signé un contrat de perpétuité. Néanmoins, il apparaît aux autres comme un fantôme, intangible. On le voit brièvement dans la chambre blanche, mais il est en réalité l'allié d'Angel. Il le conseille, le guide et le soigne. Grâce à lui, Angel comprend que les Associés principaux ont besoin de lui vivant et il se fait tuer par Gunn pour que les Associés fassent remonter le temps jusqu'au moment où ils avaient envoyé Los Angeles en Enfer. Néanmoins, cela ne ramène pas Wesley à la vie pour autant et il disparaît après avoir demandé à Spike de veiller sur Illyria.

## Concept et création
Dans la série Buffy contre les vampires, Wesley est utilisé comme le faire-valoir de Giles, sa caricature, plus jeune et plus suffisante, qui essaie de le supplanter. Il est délibérément présenté de façon à paraître antipathique aux yeux du téléspectateur car il tente de remplacer Giles alors qu'il a les mêmes défauts que lui mais encore plus accentués, alors que Giles, dans le même laps de temps, apparaît de plus en plus sympathique. 
L'acteur Alexis Denisof est engagé pour interpréter le personnage de Wesley après avoir été contacté par Anthony Stewart Head, avec qui il avait travaillé en Angleterre. Prévu originellement pour être tué après quelques épisodes, le personnage est finalement conservé par les scénaristes, qui se sont attachés à lui, et Alexis Denisof se voit alors proposer d'intégrer le casting de la série Angel. Il accepte après s'être vu confirmé que son personnage serait présenté de manière plus sympathique et, dès lors, le rôle et le caractère de Wesley vont considérablement évoluer.  

## Caractérisation
Alexis Denisof déclare que le but initial de son interprétation du personnage était de le rendre aussi ennuyeux et agaçant que possible. C'est un théoricien qui veut que les choses soient faites dans les règles mais sa première expérience sur le terrain le place dans un environnement auquel il n'était absolument pas préparé. L'acteur imagine une toile de fond pour son personnage, en rapport avec le père de celui-ci, pour expliquer son refoulement, et les scénaristes intègrent cette idée peu après son apparition dans Angel dans les épisodes Exorcisme et Origines. Denisof commence à changer son interprétation car le personnage est désormais libéré du poids de la présence paternelle. La perte de son poste d'Observateur endurcit Wesley tout en le rendant plus sympathique aux yeux des téléspectateurs. Son arrivée dans la série Angel survient juste après la mort de Doyle, ce qui permet de remplacer partiellement ce personnage, même si Wesley se situe dans un registre différent, apportant à Angel un point de vue plus idéaliste sur le monde. Néanmoins, à ce stade de la série, Wesley reste assez largement incompétent malgré son désir de devenir un impitoyable chasseur de démons. 
Ses compétences s'affinent tout au long de la saison 2 d'Angel et le personnage prend un côté plus sombre pendant la saison 3, la première manifestation survenant dans l'épisode Billy quand il devient misogyne par une cause surnaturelle et tente de tuer Fred. Il trahit ensuite ses amis en pensant protéger Connor, le fils nouveau-né d'Angel, Denisof expliquant à ce sujet que l'on « découvre une facette plus compliquée et plus profonde du personnage où les limites du bien et le mal ne sont pas très claires et où il fait quelque chose de motivé par le bien commun, sauver Connor et débarrasser Angel de la responsabilité du meurtre de son fils. Mais en faisant cela, il crée la situation par laquelle le bébé est enlevé, Angel perd son fils et Wesley a la gorge tranchée ». Pour l'acteur, il s'agit d'une « grande opportunité d'explorer le côté le plus sombre du personnage. C'était un élément important qu'il fallait introduire et explorer pour être cohérent avec la série ». En parallèle avec la mise à l'écart de Wesley du reste de l'équipe d'Angel, Denisof se retrouve isolé des autres acteurs, à l'exception de rares scènes chargées de tensions où il retrouve ses anciens amis.
Cette attitude sombre de Wesley est finalement adoucie quand l'équipe reprend les rênes de la succursale de Los Angeles de Wolfram & Hart. La tension existante entre Wesley et le reste du groupe se dissipe non en raison de l'altération de leurs souvenirs mais parce qu'ils fonctionnent mieux en tant qu'équipe soudée. Les différences entre individus sont mises de côté afin de rebâtir une confiance en tant que groupe. Quand le père de Wesley finit par faire son apparition dans la série, Denisof éprouve d'abord des sentiments partagés car il doit désormais définir un aspect du personnage, sa relation avec son père, qui n'a été qu'effleuré au cours des saisons précédentes. Mais ses inquiétudes se dissipent à la lecture du scénario de l'épisode et il y voit l'occasion d'exprimer la façon dont le père de Wesley est la seule personne qui arrive à faire perdre au personnage le contrôle émotionnel qu'il exerce sur lui-même. Wesley est intimidé par son père tout en recherchant son approbation, et la scène où il lui tire dessus est un moment où l'instinct de Wesley prend totalement le dessus sur sa nature. 
Wesley subit un nouveau changement drastique dans sa personnalité à la suite de la mort de Fred, qui survient dans la deuxième partie de la saison 5. Cette perte conduit le personnage à agir d'une manière irrationnelle avant qu'il parvienne finalement à la surmonter dans les derniers épisodes de la série. Mais Wesley a toujours un énorme trou à la place du cœur, ce qui explique la décision des scénaristes de faire mourir le personnage dans le dernier épisode. À ce sujet, Denisof commente « Pour lui, émotionnellement, le terrain est préparé pour un combat à la vie à la mort car, au point où il en est, il n'a plus rien à perdre ». Au moment où il était possible qu'une autre saison soit tournée, Denisof avait discuté avec Joss Whedon des évolutions que Wesley connaîtrait : sa relation avec Illyria aurait évolué de telle manière qu'elle serait entrée en conflit avec ses sentiments pour Fred, et Illyria aurait repris la personnalité et l'apparence de Fred pendant plusieurs épisodes. À la suite de l'annonce que la saison 5 serait la dernière, Whedon a offert à Denisof la possibilité que son personnage survive mais l'acteur pensait qu'il était préférable pour l'histoire qu'il se fasse tuer, même si lire le script du dernier épisode s'est révélé bouleversant pour lui.        